# Neillia thibetica
Neillia thibetica är en rosväxtart som beskrevs av Bur. och Franch.. Neillia thibetica ingår i släktet klockspireor, och familjen rosväxter. Utöver nominatformen finns också underarten N. t. lobata.

## Bildgalleri

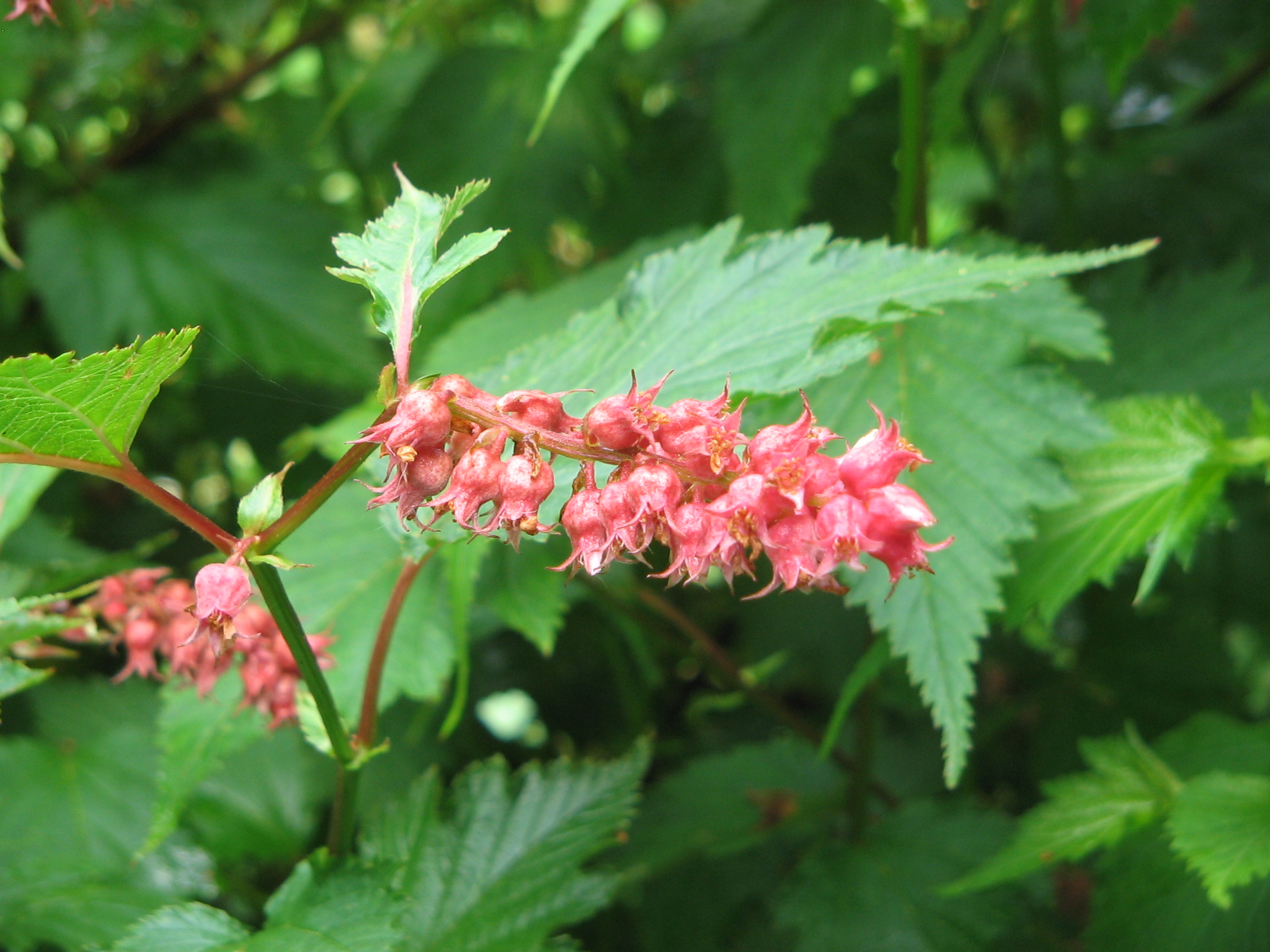
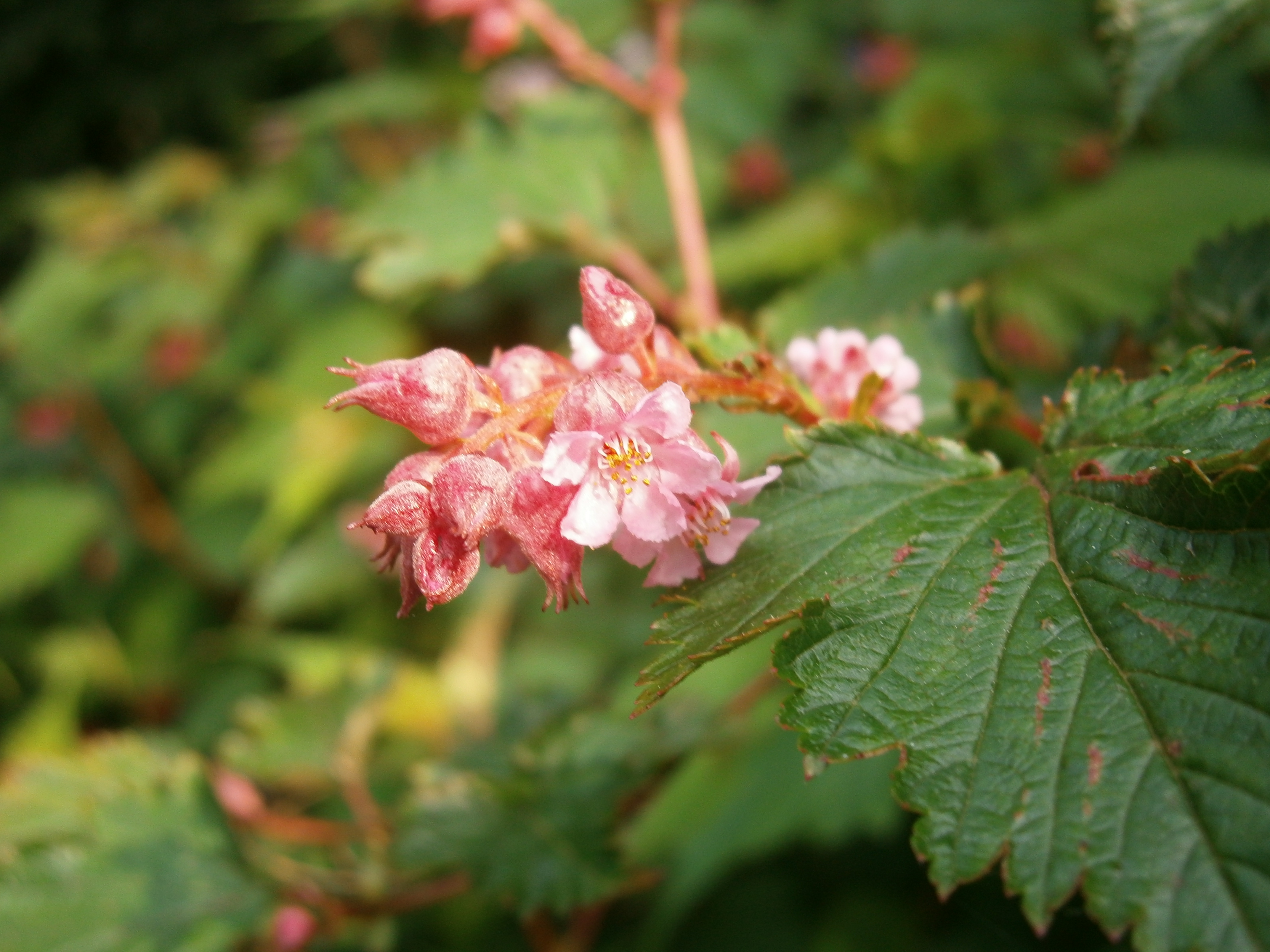